# 温宿县
温宿县（維吾爾語：ئونسۇ ناھىيىسى‎，拉丁维文：Onsu Nahiyisi）是中国新疆维吾尔自治区阿克苏地区所辖的一个县。总面积为14309平方公里，常住人口約27万人。

## 历史
地处新疆维吾尔自治区西部，与哈萨克斯坦接壤处。古为姑墨地。唐为姑墨州。清光绪九年(1883)，始置温宿直隶州，属阿克苏道温宿府；光绪二十八年(1902)，置温宿县，取古国名为县名。“温宿”一詞系突厥语族的詞語，为onsu的音译，意为“十股水”。1958年，并入阿克苏县。1962年，恢复。

## 人口
2020年末，根据第七次人口普查数据显示：全县常住人口为266002人。

## 行政区划
温宿县下辖8个镇、4个乡、1个民族乡：
温宿镇、吐木秀克镇、克孜勒镇、阿热勒镇、佳木镇、托甫汗镇、共青团镇、柯柯牙镇、托乎拉乡、恰格拉克乡、依希来木其乡、古勒阿瓦提乡和博孜墩柯尔克孜族乡。

## 交通
- 219国道过境。
- 314国道过境。

## 工业
耕地面积82716公顷，境内北部有雪带冰川197条，有国家级保护动物有野骆驼、雩豹、中华秋沙鸭、黑颈鹤、黑熊、猞猁、马鹿、棕熊等。药用植物有手掌参、党参、黄芪、甘草、麻黄、独活、当归、霄莲等；矿产资源有煤、石膏、岩盐、磷、铁、铀、石墨、粘土、白灰石等。旅游景点有天山神木园和托木尔峰神奇大峡谷；属温带大陆性干旱气候。主要农产品有棉花、油料、甜菜。

## 荣誉
- 全国计划生育先进县
- 全国体育先进县
- 全国农村水电初级电气化先进县
- 全国农牧区教育先进县
- 中国棉花产量强县市
- 全国城市环境综合整治优秀县城
- 自治区双拥模范县
- “自治区精神文明建设先进县”两连冠
- 自治区卫生红旗县城
- 自治区“天山杯”竞赛优秀县城

## 延伸阅读
[在维基数据编辑]
 《欽定古今圖書集成·方輿彙編·邊裔典·溫宿部》，出自陈梦雷《古今圖書集成》